# Trojan Records
Trojan Records é um selo, fundado por Lee Gopthal, que iniciou suas atividades no verão de 1968 no Reino Unido, e foi dominado pelo crescente mercado do ska, rocksteady, reggae, Soul music e Dub. Lançou diversos singles também por diversas subsidiárias.
Na primavera de 1970, em uma tentativa de aumentar as vendas ainda mais e estabelecer o reggae como um estilo que pudesse ser tocado nas rádios, a Trojan começou a mudar o estilo reggae, aumentando o lançamento de álbuns com arranjos sofisticados, fazendo do estilo mais duro dos lançamentos iniciais de skinhead reggae uma coisa do passado, dando início ao club reggae.
A Trojan Records continuou lançando obras de reggae no Reino Unido até 1974, quando foi comprada pela Saga. Em 2018 foi lançado um documentário sobre a história a gravadora e dos mais variados ritmos da música jamaicana. O filme conta com gravações de nomes emblemáticos que representam a música do país, tais como Lee Perry, Toots & The Maytals, Desmond Dekker e Dandy Livingstone.